# Paul (Kap Verde)
Paul er en kommune på den kapverdiske ø Santo Antão, som er en del af øgruppen Barlavento. Administrationscentrum er Santo António das Pombas
17°7′10″N 25°1′30″V / 17.11944°N 25.02500°V